# John Baylon
John Baylon (6 de noviembre de 1965) es un deportista filipino que compitió en judo. Ganó una medalla de bronce en el Campeonato Asiático de Judo de 1993 en la categoría de –78 kg.

## Palmarés internacional
| Campeonato Asiático | Campeonato Asiático | Campeonato Asiático | Campeonato Asiático |
| Año                 | Lugar               | Medalla             | Categoría           |
| ------------------- | ------------------- | ------------------- | ------------------- |
| 1993                | Macao (Portugal)    | Medalla de bronce   | –78 kg              |